# Perdida (romance)
Perdida: Um Amor que Ultrapassa as Barreiras do Tempo mais conhecido apenas como Perdida, é o primeiro livro de uma série de mesmo nome, composto por seis romances históricos de autoria da escritora brasileira Carina Rissi. Publicado em 2011, a obra retrata a história de Sofia, uma jovem independente que de maneira inesperada, acaba sendo transportada para o ano de 1830. 
A adaptação cinematográfica do livro foi lançada em julho de 2023 e mais tarde, passou a integrar o catálogo nas plataformas de streaming de vídeo Disney+ e Star+. 

## Enredo
Sofia Alonzo é uma típica jovem dos tempos atuais, um dia seu telefone cai na privada no banheiro de um bar e por isso, ela decide ir até uma loja para comprar um novo aparelho, onde encontra uma vendedora misteriosa. Essa funcionária entrega um celular estranho para ela, com a promessa de que o objeto atende a todas as suas necessidades, ressaltando que o aparelho tem exatamente o que ela precisa. Ao ligar o objeto, Sofia é envolta numa luz branca intensa e acaba sendo enviada ao século XIX de maneira inesperada.
Logo depois de realizar a viagem no tempo, Sofia aparece caída no chão após tropeçar em uma pedra e acaba conhecendo o encantador Ian Clarke, que decide acolher a jovem em sua casa e se impressiona com os costumes estranhos dela. Diversas situações ocorrem mostrando o choque da sociedade de 1830 com os modos e linguagem de Sofia. E ao mesmo tempo em que ela luta para voltar para casa, surge um amor entre si e Ian surge, deixando seu coração em dúvida.

## Personagens
- Sofia Alonzo
- Ian Clarke
- Elisa Clarke
- Teodora Moura
- Nina
- Valentina Albuquerque

Secundários
- Doutor Almeida
- Raul Santiago
- Senhora Madalena
- Senhor Gomes
- Madame Georgette
- Lucas Guimarães

## Antecedentes e influência
A elaboração de Perdida surgiu um dia quando Rissi — que até o momento não havia escrito uma obra literária — gostaria de esquentar uma lasanha congelada no microondas, mas sua casa estava sem eletricidade. Ela ficou frustrada consigo mesma e pensou: "as pessoas no passado comiam a comida quente sem precisar de um eletrodoméstico". Foi quando começou a pensar sobre o que aconteceria se ela voltasse no tempo. Porém, ela não colocou a ideia no papel até que viu uma entrevista da escritora estadunidense Stephenie Meyer, que dizia sobre sonhar com a história de Crepúsculo e como aqueles personagens conversavam com ela, isso inspirou Rissi, que decidiu começar a escrever, além disso, já tinha o tema sobre viajar no tempo como conceito para a criação de seu romance, surgindo então Perdida.
Rissi não sabia para que período levaria Sofia em sua viagem no tempo, mas como se considera fã da escritora britânica Jane Austen, acabou levando a protagonista para um período parecido ao de suas publicações. Além disso, inspirou-se nos protagonistas masculinos das obras de Austen para a criação de Ian e na elaboração de Sofia, que é uma grande admiradora das obras de Austen no romance. Em adição, batizou como Elisa, a irmã de Ian, em homenagem a personagem Elizabeth Bennet de Orgulho e Preconceito (1813).

## Recepção
Rissi idealizou escrever um romance com viagem no tempo e decidiu transportar a protagonista Sofia dos anos 2010 para 1830. Entretanto, a autora optou por não incluir pessoas escravizadas na narrativa e acabou recebendo críticas por supostamente ter "apagado" esse período e personagens negros no livro. Rissi que havia escrito uma nota em Perdida justificando o fato por considerar que devia uma explicação e avaliando que teria se enrolado no esclarecimento, rebateu as críticas dizendo: "Algumas pessoas que não leram [o livro] entenderam que, o fato de não haver incluído em uma história de viagem no tempo a escravidão, eu fiz o apagamento de pessoas negras. O que não é verdade. Quem leu o livro sabe. Racismo estrutural, na época em que eu escrevi Perdida, não era muito debatido". Além de dizer que "não retratar a escravidão na obra, não queria dizer que não tinha pessoas negras na história".

## Publicações
Inicialmente, Perdida foi publicada pela editora Baraúna em 2011, composto por 472 páginas, mais tarde, Rissi assinou com a Verus, que passou a publicar o título a partir de junho de 2013.

### Em outros países
| Ano  | País     | Língua            | Título e subtítulo                                    | Editora                                     |
| ---- | -------- | ----------------- | ----------------------------------------------------- | ------------------------------------------- |
| 2016 | Portugal | Língua portuguesa | Perdida: Um Amor que Ultrapassa as Barreiras do Tempo | 2020                                        |
| 2017 | Rússia   | Língua russa      | Любовь, которая меня нашла                            | Клуб Семейного Досуга (Family Leisure Club) |
| 2018 | Itália   | Língua italiana   | Lost: Mi sono persa il fidanzato                      | Rizzoli                                     |
| 2023 | França   | Língua francesa   | Perdue, un amour qui défie le temps                   | L'Archipel                                  |
| 2023 | Espanha  | Língua castelhana | Perdida: Un amor que traspasa las barreras del tiempo | Crossbooks                                  |

## Adaptação
Uma adaptação cinematográfica de Perdida, estreou nos cinemas brasileiros em 13 de julho de 2023. Produzido pela Filmland Internacional junto a Star Original Productions da Disney, o filme é dirigido por Katherine Chediak Putnam, Luiza Shelling Tubaldini e codirigido por Dean Law, enquanto o roteiro é assinado por Karol Bueno e Luiza Shelling Tubaldini. A produção é estrelada por Giovanna Grigio e Bruno Montaleone como os protagonistas, Sofia Alonzo e Ian Clarke, respectivamente. Além destes, Bia Arantes, Nathália Falcão,  Luciana Paes, Emira Sophia, Sérgio Malheiros, Hélio de la Peña e Lucinha Lins integram o elenco. Posteriormente, em 22 de setembro, o filme passou a integrar simultaneamente o catálogo das plataformas de streaming de vídeo Disney+ e Star+.